# Home24
Die home24 SE ist ein börsennotierter Online-Versandhändler für Möbel, Gartenmöbel und Wohnaccessoires mit Sitz in Berlin. Das Unternehmen hieß zunächst FP Commerce und wurde 2012 zur Home24 GmbH. Im Mai 2015 wurde das Unternehmen in eine Aktiengesellschaft umgewandelt. Das Unternehmen ist auch in Österreich, den Niederlanden, Frankreich, Belgien, Italien und der Schweiz tätig.

## Geschichte
Im Juni 2009 gründeten Philipp Kreibohm und Felix Jahn das Unternehmen unter dem Namen FP Commerce. Kurze Zeit später wurden Online-Shops für Gartenmöbel und sonstige Möbel ins Nischenshop-System mit aufgenommen.
Die Idee, Möbel und Einrichtungsgegenstände zu verkaufen, wurde geboren. Die Nischenshops wurden allesamt offline genommen und seit März 2012 wird das gesamte Sortiment unter dem Markennamen home24 geführt, auch angesichts einer geplanten Internationalisierung.
Im Juni 2012 startete das Online-Möbelhaus in Frankreich und ging zeitgleich in den Niederlanden online. Insgesamt war das Unternehmen 2012 international in neun Ländern aktiv. Im April 2012 startete home24 in Singapur und Malaysia, stellte sein Angebot Ende August 2012 aber wieder ein.
Die DACH-Region wurde komplettiert, als im Januar 2013 in Österreich und im Februar 2014 in der Schweiz die Online-Shops online genommen wurden.
Jung von Matt kreierte den ersten TV-Spot „Am Arsch der Welt“ für home24 im September 2012, in welchem der Schauspieler Oliver Korittke eine Nebenrolle übernahm.
2013 trat home24 als erster Online-Händler in den GfM-Trend-Verband ein.
Im Mai 2014 erfolgte der Spatenstich für ein neues Logistikzentrum in Ludwigsfelde in Brandenburg an der südlichen Berliner Stadtgrenze. Die Entwicklung und spätere Verwaltung des 35.000 m² großen Versandlagers übernahm der Immobilienkonzern Goodman Group. Die bisherigen Logistikstandorte waren Freienbrink bei Berlin und Grevenbroich bei Düsseldorf. Im September 2015 wurde Lothar Lanz zum neuen Aufsichtsratsvorsitzenden der home24 SE gewählt. Bis Ende 2013 war Lanz im Vorstand der Axel Springer SE für Personal und Finanzen zuständig, wechselte von dort ebenfalls in den Aufsichtsrat. Oktober 2015 eröffnete home24 sein bislang größtes Logistikzentrum in Niedersachsen. Mit 60.000 m² ist das Logistikzentrum die zweite selbst betriebene Immobilie des Online-Möbelhauses in Deutschland.
home24 führte 2015 noch mehr als 150.000 Artikel von über 1.000 Herstellern. Bis 2018 reduziert das Unternehmen sein Sortiment um ein Drittel auf gut 100.000 Artikel.
Nach Angaben der Börsen-Zeitung konnte home24 seine Profitabilität 2016 und 2017 weiter steigern. Im Zusammenhang mit dem Wachstumstempo des Unternehmens äußerte sich Co-CEO Appelhoff im März 2018 allerdings unzufrieden.
Am 15. Juni 2018 folgte die Erstnotierung des Unternehmens an der Frankfurter Börse.
Drei Monate nach dem Börsengang musste home24 eine Umsatzwarnung veröffentlichen. Das Unternehmen verfehlte 2018 auch die reduzierte Umsatzprognose. Bis März 2019 verlor home24 78 % seines Ausgabekurses.
Im Dezember 2021 vereinbarte home24 die mehrheitliche Übernahme der Handelskette Butlers. Die Transaktion wurde im Frühjahr 2022 abgeschlossen.
Im Herbst 2022 unterbreitete die österreichische Einrichtungshaus-Gruppe XXXLutz ein Übernahmeangebot für home24. Bereits zuvor hat sich XXXLutz rund 60 % der Stimmrechte gesichert – rund 50 % von den Aktionären, der Rest durch eine geplante Kapitalerhöhung um 10 % bei home24 unter Ausschluss des Bezugsrechts der übrigen Aktionäre. Das home24-Management unterstützt das Übernahmeangebot. Am 2. Januar 2023 gab XXXLutz bekannt, dass man nun über 92,67 % der Aktien verfügen könne. Nach Abschluss der kartellrechtlichen Verfahren soll der Kauf vollzogen werden.   

## Unternehmen
Im Jahr 2014 erzielte home24 einen Umsatz von 160 Millionen Euro und machte damit einen Umsatzsprung von 72,5 % gegenüber dem Vorjahr. Das Unternehmen verzeichnete 1,5 Millionen Kunden.
Nach Angaben der im Dezember 2015 veröffentlichten Neunmonatsdaten, verzeichnete das Unternehmen einen Nettoumsatz von 172,3 Millionen Euro. Im Vorjahreszeitraum betrug der Nettoumsatz 105,5 Millionen Euro, entsprechend einem Wachstum von 63,4 Prozent. Die operativen Verluste stiegen im Vergleich zum Vorjahreszeitraum von 34 auf 60,5 Millionen Euro und waren damit rund 78 Prozent höher.
Im Geschäftsjahr 2017 erzielte home24 einen Umsatz von 276 Millionen Euro, ein Anstieg von 13 Prozent im Vergleich zum Vorjahr. Der operative Verlust sank im gleichen Zeitraum von 40 Millionen Euro auf 22 Millionen Euro. Das Unternehmen hatte laut Bundesanzeiger 385 eigene Mitarbeiter.
Im ersten Halbjahr 2018 steigerte home24 seinen Umsatz um 14 Prozent im Vergleich zum Vorjahr auf 151 Millionen Euro. Das Unternehmen verzeichnete 1,16 Millionen Kunden. Im Geschäftsjahr 2019 erzielte das Unternehmen mit 1.500 Mitarbeitern einen Umsatz von 372 Millionen Euro.
Die Geschäftstrends von home24 sind:
| Jahr | Umsatz (Mio. €) | Jahresüberschuss/ Verlust (Mio. €) | Mitarbeiter |
| ---- | --------------- | ---------------------------------- | ----------- |
| 2017 | 276             | –49                                | 1.199       |
| 2018 | 313             | –72                                | 1.384       |
| 2019 | 372             | –66                                | 1.597       |
| 2020 | 492             | –16                                | 1.610       |
| 2021 | 616             | –31                                | 1.882       |
| 2022 | 601             | –40                                | 2.688       |
| 2023 | 544             | –49                                | 2.731       |

### Anteilseigner
2012 hielten Rocket Internet 51 %, Kinnevik 24 %, Holtzbrinck Ventures sowie Reinhold Zimmermann (Zimmermann Beteiligungen GmbH & Co. KG) jeweils 6 %. Die Rewe Group beteiligte sich im September 2013 an home24 und erhoffte sich dadurch eine weitere Vernetzung im eCommerce.
Im Dezember 2014 wurde eine Finanzierungsrunde von 15,9 Millionen Euro bekannt. 10 Millionen Euro kamen in dieser Runde vom Hauptinvestor Rocket Internet unter Beteiligung von Holtzbrinck Ventures und Acton Capital Partners. Die Bewertung des Unternehmens lag nach Abschluss der Finanzierungsrunde bei 814,8 Millionen Euro.
Im Juni 2015 führte der schottische Investor Baillie Gifford mit 90 Millionen Euro eine weitere Finanzierungsrunde von über 120 Millionen Euro insgesamt an. Altinvestoren um Rocket Internet beteiligten sich mit 30 Millionen Euro. Die Bewertung des Unternehmens lag nach dieser Finanzierungsrunde bei 942 Millionen Euro. Im März 2016 wurde eine weitere Finanzierungsrunde in Höhe von 20 Millionen Euro bekannt, zur Hälfte von bestehenden Investoren. Nach Abschluss der Finanzierung wurde das Unternehmen mit 981 Millionen Euro bewertet. Bei einer weiteren Finanzierungsrunde 2016 wurde das Unternehmen nur noch mit 420 Millionen Euro bewertet.
Weitere wichtige Investoren des Unternehmens sind JP Morgan Asset Management, Rewe Group und Baillie Gifford.
Im Januar 2018 hielt Rocket Internet noch 43 %. Im Juni 2018 ging das Unternehmen an die Frankfurter Börse. Im Februar 2019 reduzierte Rocket Internet seine Anteile an Home 24 auf 25 %.

### Outlet Stores
Im November 2015 übernahm das Unternehmen den ehemaligen Konkurrenten Fashion For Home und „setzt damit erstmals auch auf Ladengeschäfte“. Im April 2016 eröffnete home24 seinen ersten Outlet Store im Bezirk Berlin Prenzlauer Berg. Seit 2017 verfügt home24 über Outlet Stores in Berlin, und Bottrop. home24 eröffnete ein weiteres Outlet in Neu-Ulm an. In Köln befindet sich seit Februar 2019 der mit 8.000 Quadratmetern größte Outlet Store. Im Mai 2019 wurde in Hannover das 5. Outlet eröffnet und gehört mit 7.500 Quadratmetern, neben Neu-Ulm und Köln, zu den Mega-Outlets.

### Eigenmarken
Das Unternehmen konzentriert sich stark auf den Ausbau der Eigenmarken, also Sortimente, die von home24 eigens konzipiert und entwickelt werden. Dazu gehören unter anderem die Marken KINX und SMOOD. Auch Design-Kooperationen gehören dazu: so hat das Online-Möbelhaus im Januar 2016 eine Kollektion mit dem Topmodel Eva Padberg auf den Markt gebracht.

### Internationale Ableger
Das Unternehmen hat mit Mobly einen internationalen Ableger in Brasilien, der ebenfalls durch Rocket Internet aufgebaut wurde. Unter dem Namen home24 ist das Unternehmen neben Deutschland in Frankreich, den Niederlanden, Österreich, Italien, Belgien und in der Schweiz tätig.

### Logistik
In Europa verfügt home24 über drei Logistikstandorte:
| Ort           | Start | Fläche    |
| ------------- | ----- | --------- |
| Ludwigsfelde  | 2014  | 35.000 m² |
| Walsrode      | 2015  | 60.000 m² |
| Halle (Saale) | 2019  | 70.000 m² |

home24 liefert einen Teil der Bestellungen in Deutschland mit einem eigenen Lieferdienst aus.